# Marichelo Puente
Marichelo Puente Portilla de Vargas (Ciudad de México; 24 de septiembre de 1978) es una actriz mexicana, conocida por su interpretación en Chiquilladas ,  telenovelas mexicanas y formando parte de Lucky Ladies, reality show que se transmitió en 2014 por el canal FoxLife.

## Biografía

### 1978-1998: Infancia e inicios artísticos
Marichelo nació en la Ciudad de México, hija mayor del español Enrique Puente y la mexicana Marichelo Portilla; es la mayor de dos hermanas y tiene una media hermana, del primer matrimonio de su padre, la peruana Diana Puente, quien participó en Miss Perú 1983, donde se posicionó como segunda finalista. A la edad de ocho años, inició su carrera en el programa Chiquilladas y donde después de un año estuvo acompañada por su hermana Anahí Puente. Además de actuar en esa programa, ella también cantaba canciones, como "La muñeca y el soldado", "Chiquidracula" etc. Ella formó parte de ese programa durante dos años.
En 1991, Marichelo participado en la telenovela Atrapada donde interpretó a Mimi, y un año después en Ayudame compadre. Hasta los 18 años, formó parte de telenovelas como ¡Qué chavas!donde la acompañaba su amiga Angélica Vale y Salud, dinero y amor, donde interpretó a Sor Inés.

### 1999-2001:Nunca te olvidare y Padres culpables
En 1999, trabajó en Nunca te olvidaré, telenovela mexicana producida por Juan Osorio para Televisa, donde interpretó a Precilda. También formó parte en Padres culpables en 2001, película mexicana, donde fue conocida como Linda.

### Gran regreso
Después de unos años fuera de escenarios y televisión, Marichelo regresó a la actuación participando en Pinocho el musical, en el papel de Pepe Grillo. El musical fue producido por Carlos Ortiz, Mauricio García y Jorge D'Alessio. Tras años de ausencia en su carrera, Marichelo retomó su profesión en 2014, con el estreno de Lucky Ladies, reality show donde las mujeres de los famosos roqueros, muestran su vida personal, y cómo se desenvuelven en ese estilo de la vida. En dicho programa, está acompañada por Heydee Hofmann, Muriel Ebright, Esmeralda Palacios, Andy Velásquez, entre otras esposas e hijas de las estrellas de rock. Hasta 2015 han sido filmadas dos temporadas emitidas por FoxLife en México, Estados Unidos, Chile y Venezuela.

## Vida personal
Marichelo contrajo su primer matrimonio, con el padre biológico de su hija Ana Paula, del cual se divorció a los pocos meses, de 2005. Su segundo matrimonio ocurrió en 2008, el cual duró un año. El 21 de mayo de 2011 Marichelo contrajo matrimonio con Jorge D'Alessio Vargas, integrante de Matute, tras más de 15 años de conocerse. En la actualidad, tiene dos hijos, Santiago y Patricio.

## Filmografía

### Telenovelas
- Atrapada (1991)...Mimí
- ¡Qué chavas! (1994)
- Salud, dinero y amor (1997)...Sor Inés
- Nunca te olvidaré (1999)...Precilda

### Series de televisión
- Chiquilladas (1986-1988)
- Lucky Ladies (2014-2015)

### Película
- Padres culpables (2001)...Linda
- Ayudame compadre (1992)…Mónica

### Teatro
- Pincho el musical (2010)...Pepe Grillo
- Peter Pan el musical...César Balcázar

## Redes sociales
- Mac Puente en Twitter
- Mac Puente enInstagram